# 松本わかな
松本 わかな（まつもと わかな、2007年9月1日 - ）は、日本の歌手、アイドル。女性アイドルグループアンジュルムの9期メンバー。
神奈川県出身。アップフロントプロモーション所属。

## 略歴
2020年
- 「アンジュルムONLY ONEオーディション〜私を創るのは私〜」に合格し、11月2日、アンジュルムオフィシャルYouTubeチャンネルにて、為永幸音・川名凜とともにアンジュルムへの加入が発表された。

2021年
- 5月9日、右足を負傷し、長岡市立劇場大ホールで開催されたハロー!プロジェクトのコンサート『Hello! Project 2021 春「花鳥風月」』を欠席。病院にて検査を受けた結果「右下腿挫創」と診断されたことを受け、前述のコンサートツアーについて、同月23日の公演まではダンスでのパフォーマンス参加は控え、歌唱のみの参加とすることを発表。29日の公演より通常のパフォーマンスを再開。
- 6月23日、シングル『はっきりしようぜ/泳げないMermaid/愛されルート A or B?』でアンジュルムとしてメジャーデビュー。

## 人物
- ニックネームは、わかにゃ[1]、わーちゃん[2]。メンバーカラーはホワイト[5]。
- 血液型AB型[3]。身長150 cm[11]。
- 所属グループであるアンジュルムについて、前身グループであるスマイレージのころから応援しており、田村芽実のファンだったことを公言している[12]。
- 出身地は神奈川県となっているが、大阪に住んでいたこともある[13]。
- 趣味は料理、散歩[4]。
- 好きなスポーツはテニス[3]。
- 座右の銘は「継続は力なり」[3]。

## 出演

### テレビ
- テレ東60祭!ミュージックフェスティバル2023～一生聞きたい!昭和・平成・令和ヒット曲100連発～（2023年11月15日、テレビ東京） - 特別編成のミニモニ。として出演

### 舞台
- STAGE VANGUARD「悪嬢転生」（2022年8月6日、COTTON CLUB） - ゲスト出演[14]

## 参加ユニット
- アンジュルム（2020年 - ）